# Wabasha (Minnesota)
Wabasha – miasto położone w południowo-wschodniej części stanu Minnesota.
Liczy 2599 mieszkańców.